# Datu Anggal Midtimbang
Datu Anggal Midtimbang is een gemeente in de Filipijnse provincie Maguindanao op het eiland Mindanao. Bij de laatste census in 2007 had de gemeente bijna 24 duizend inwoners.

## Geschiedenis
De gemeente Datu Anggal Midtimbang is ontstaan door afsplitsing van 3 barangays van de gemeente Talayan en vier van de gemeente Talitay. De wetgeving op basis waarvan deze gemeente is ontstaan is op 30 december 2006 goedgekeurd middels een volksraadpleging.

## Geografie

### Bestuurlijke indeling
Datu Anggal Midtimbang is onderverdeeld in de volgende 7 barangays:
| - Adaon - Brar - Mapayag - Midtimbang - Nunangan - Tugal - Tulunan |